# Autographa tupa
Autographa tupa là một loài bướm đêm trong họ Noctuidae.